# قلعة نارين (ميبد)
قلعة نارين هي قلعة تاريخية تعود إلى عصر الساسانيين، وتقع في ميبد. تمتد من حوالي 7000 إلى 12000 عام، وتعد أقدم معقل حكومي في العالم.